# Shumen Peak
Der Shumen Peak (englisch; bulgarisch връх Шумен wrach Schumen) ist ein 770 m hoher Berg auf der Livingston-Insel im Archipel der Südlichen Shetlandinseln. Im Friesland Ridge der Tangra Mountains ragt er 1,5 km südlich des St. Methodius Peak, 0,64 km südlich des Chepelare Peak und 1,6 km südöstlich des Tervel Peak auf. Der Tarnowo-Piedmont-Gletscher befindet sich westlich von ihm, der Prespa-Gletscher südöstlich.
Die bulgarische Kommission für Antarktische Geographische Namen benannte den Berg  2002 nach der Stadt Schumen im Osten Bulgariens.